# Michał Spisak
Michał Spisak (né le 14 septembre 1914 à Dąbrowa Górnicza et mort le 29 janvier 1965 à Paris 6e) est un compositeur polonais.
Spisak étudia au conservatoire de Katowice et, à partir de 1935, à Varsovie avec Kazimierz Sikorski. En 1937, il partit pour Paris où il fut l'élève de Nadia Boulanger et vécut jusqu'à sa mort comme compositeur indépendant. 
Il composa un opéra, deux symphonies concertantes, un Divertissement, un concerto pour piano et un concerto pour basson, un concertino et une suite pour cordes, des œuvres de musique de chambre, une cantate et des œuvres pour chœur et orchestre.

## Biographie
Enfant, Michał Spisak a été atteint de la polio, qui l'a laissé infirme à vie. Il prend ses premières leçons de violon dans sa ville natale, et reçoit sa formation professionnelle à l'école de musique M. Karłowicz à Varsovie. Le voyage à Varsovie avait également une dimension supplémentaire : le père de Spisak était aux prises avec un grave problème d'alcoolisme et sa mère voulait éviter à son fils de grandir dans des circonstances difficiles.
On sait peu de choses sur l'éducation précoce du jeune Spisak. Cependant, la musique a dû le fasciner au point qu'il a décidé d'étudier la musique. À l'âge de seize ans, il retourne dans sa ville natale et, en 1930, commence à étudier la composition et le violon au conservatoire de musique de Silésie à Katowice. Pendant ses études, il jouit d'une réputation de violoniste talentueux (malgré son handicap, il interprète des pièces difficiles comme les Mythes de Karol Szymanowski) et de compositeur prometteur. Étudiant ambitieux et talentueux, il n'était pas particulièrement satisfait de ses cours de composition avec Aleksander Brachocki, il a donc pris des leçons privées avec Kazimierz Sikorski. En 1936-1937, il se rend donc régulièrement à Varsovie pour rencontrer le professeur - et c'est lui qu'il considérera plus tard comme le "bon" guide de composition pendant ses études. Après avoir obtenu un très bon diplôme avec mention au conservatoire, Spisak a reçu une bourse de la Société de musique de Silésie pour étudier la composition à Paris. Ce fait a influencé toute sa vie future - en quittant la Pologne en 1937, il n'aurait jamais imaginé que la France deviendrait sa deuxième patrie, où il resterait pour le reste de sa vie”.

### Émigration
Après le début de la Seconde Guerre mondiale, le compositeur s'installe en 1940 à Grenoble, puis à Voiron  - une petite ville du sud de la France. Dès avant la guerre, il s'engage dans l'Association des jeunes musiciens polonais à Paris, dont il devient le vice-président en 1939 et le président à partir de 1950. Après la guerre et son retour à Paris, il épouse en 1955 une Française, Andrée Thibault, qui sera un soutien important dans les moments difficiles du compositeur. Pendant son exil, Spisak a participé à la popularisation de la musique polonaise en France en organisant des concerts, en participant à des discussions sur les problèmes de la culture musicale polonaise et en créant une maison ouverte pour ses compatriotes et en leur offrant de l'aide. Il entretient des contacts constants avec son pays : en 1947, il devient membre de l'Union des compositeurs polonais (pl), et correspond régulièrement avec ses amis, dont Grażyna Bacewicz, Stefan Jarociński et Eugenia Umińska. Il publie ses œuvres dans une maison d'édition musicale polonaise et, à partir de 1956, se produit régulièrement à l'Automne de Varsovie (pl). Malgré la situation politique défavorable, il n'a pas perdu ses liens avec la Pologne jusqu'à sa mort. Il a été enterré au Cimetière Montmartre. En 2011, il s'est vu décerner à titre posthume le titre de " citoyen d'honneur de la ville de Dąbrowa Górnicza ".

## Création
Au Conservatoire de Paris, il commence sa formation sous la tutelle de la célèbre pédagogue, Nadia Boulanger. Elle a su apprécier son talent et, grâce à elle, il s'est également intéressé aux œuvres d'Igor Stravinsky avant sa période de dodécaphonisme. Ses études avec Nadia Boulanger et son séjour en France ont eu un impact significatif sur son langage musical. Il était l'un des principaux représentants de la période néo-classique dans la musique polonaise. À partir du milieu des années 1950, il doit faire face à des problèmes de santé qui l'empêchent souvent de travailler de manière créative. Malgré une reconnaissance croissante en Pologne et en Europe - le compositeur a également connu des problèmes financiers. Cette situation a gravement affecté son état mental. À partir du début des années 1960, il a pratiquement cessé de composer. En 2005, à l'occasion du 40e anniversaire de la mort de Michał Spisak, un festival a été organisé à Dąbrowa Górnicza, suivi un an plus tard par le 1er Concours national de musique portant son nom. En 2007, le concours est devenu le Concours international de musique Michal Spisak. Ses compositions ont été publiées en Pologne, en France, au Royaume-Uni et en Autriche. Les œuvres de Spisak sont actuellement publiées par la maison polonaise d'édition Euterpe.

## Prix
Il a remporté de nombreux prix lors de concours internationaux, dont le Premier Grand Prix du Concours musical international Reine Élisabeth de Belgique à Bruxelles en 1953 pour sa "Sérénade" pour orchestre, écrite en 1939, et le Premier Prix en 1957, cette fois pour son "Concerto gioso" pour orchestre de chambre. En 1955, il est le lauréat du concours international pour l'hymne olympique officiel - son Hymne a été choisi parmi 392 partitions et interprété à l'ouverture des VIIe Jeux olympiques d'hiver à Cortina d'Ampezzo et aux Sixième Jeux olympiques de Melbourne en 1956. En 1964, il a reçu le prix de l'Union des compositeurs polonais pour l'ensemble de son œuvre.

## Œuvres
Liste chronologique des œuvres en langue polonaise : 
- Suita na orkiestrę (1934)
- Preludium kwintowe na fortepian (1934-36)
- Trzy pieśni kurpiowskie na głos i kwartet smyczkowy (1935)
- Miałam ja gołąbka na chór mieszany (1936)
- Dwa kaprysy na skrzypce i fortepian (1937)
- Concertino na instrumenty dęte, harfę i czelestę (1937)
- Dwa psalmy na chór mieszany i orkiestrę (1938)
- Kwartet na obój, 2 klarnety i fagot (1938)
- Serenada na orkiestrę (1939)
- Concertino na klarnet i orkiestrę (1940-41)
- Concertino na orkiestrę smyczkową (1942)
- Koncert na dwa fortepiany (1942)
- Toccata na orkiestrę (1942-43)
- Aubade na małą orkiestrę (1943)
- Humoreska na fortepian (1943)
- Suita na fortepian (lub klawesyn) (1943)
- Allegro de Voiron [wersja I] na orkiestrę (1943)
- Concerto pour basson et orchestre (1944), première par René Plessier en 1947 à Paris[8]
- Suita na orkiestrę smyczkową (1945)
- Sonata na skrzypce i fortepian (1946)
- Koncert na fortepian i orkiestrę (1946-47)
- Sonatina na obój, klarnet i fagot (1946)
- Hymn na chór mieszany i orkiestrę (1947)
- Symphonie concertante nr 1 na orkiestrę (1947)
- Kwintet na flet, obój, klarnet, fagot i róg (1948)
- Divertimento na 2 fortepiany i orkiestrę (1948-50)
- Etiudy na orkiestrę smyczkową (1948)
- Etiudy na zespoły skrzypcowe (zeszyt I – 1948-50)
- Duetto concertante na altówkę i fagot (1949)
- Trzy miniatury na małą orkiestrę (1949)
- Divertissement en quatre movements na orkiestrę (1950)
- Sonata na skrzypce i orkiestrę (1950)
- Concertino na puzon i małą orkiestrę (1951)
- Melos, balet (1951)
- Musique legere nr 2, suita na 2 skrzypiec, wiolonczelę, kontrabas i fortepian (1951)
- Etiudy na zespoły skrzypcowe (zeszyt II – 1951)
- Kwartet smyczkowy nr 1 (1953)
- Trzy preludia na sopran i flet (1953)
- Msza na Boże Narodzenie na chór mieszany a cappella (1953)
- Andante i Allegro na skrzypce i orkiestrę smyczkową (1954)
- Hymne Olympique na chór mieszany i orkiestrę (1955)
- Symphonie concertante Nr 2 na orkiestrę (1956)
- Concerto giocoso per orchestra da camera (1957)
- Allegro de Voiron [wersja II] na orkiestrę (1957)
- Suita [wersja I] na 2 skrzypiec (1958)
- Suita [wersja II] na 2 altówki (1959)
- Improvisazione na skrzypce i fortepian (1962)
- Pędrek wyrzutek, kantata na sopran chłopięcy, bas, recytatora, chór chłopięcy i mieszany (1962)